# Sorbus pseudobakonyensis
Sorbus pseudobakonyensis är en rosväxtart som beskrevs av Karpati. Sorbus pseudobakonyensis ingår i släktet oxlar, och familjen rosväxter. Inga underarter finns listade i Catalogue of Life.